# Une belle brute (film, 1930)
Pour plus de détails, voir Fiche technique et Distribution.
Une belle brute (titre original : Manslaughter) est un film américain en noir et blanc réalisé par George Abbott, sorti en 1930.
C'est un remake parlant du film muet de 1922 Le Réquisitoire de Cecil B. DeMille.

## Synopsis
Lydia Thorne, une jeune femme riche et désinvolte, est condamnée à trois ans de prison ferme pour avoir involontairement tué un motard de la police au cours d'un accident de voiture. Elle apprend à vivre dans une réalité complètement différente de la sienne, aux côtés de gens dont elle n'imaginait pas l'existence. À sa libération, elle se rend compte qu'elle est amoureuse de Dan O'Bannon, l'intègre procureur qui a traité son cas en justice à contrecœur. Ami du policier tué, Dan avait été un temps amoureux de Lydia avant de s'apercevoir qu'il ne partageait pas son code moral.

## Fiche technique
- Titre : Une belle brute
- Titre original : Manslaughter
- Réalisation : George Abbott
- Scénario : George Abbott, (adaptation), d'après le roman Manslaughter d'Alice Duer Miller (1921)
- Musique : Karl Hajos
- Photographie : Archie Stout
- Montage : Otho Lovering
- Société de production et de distribution : Paramount Pictures
- Pays de production :  États-Unis
- Langue originale : anglais américain
- Format : noir et blanc — 35 mm — 1,20:1 — son : mono (Western Electric Sound System)
- Genre : drame
- Durée : 85 minutes
- Dates de sortie : 
  - États-Unis : 23 juillet 1930
  - France : 20 février 1931

## Distribution
- Claudette Colbert : Lydia Thorne
- Fredric March : Dan O'Bannon, le procureur
- Emma Dunn : Miss Bennett, la tente de Lydia
- Natalie Moorhead : Eleanor Bellington, l'amie de Lydia
- Richard Tucker : J. P. Albee, l'avocat soudoyeur
- Hilda Vaughn : Louise Evans, la servante de Lydia
- G. Pat Collins : John Drummond
- Steve Pendleton : Bobby
- Stanley Fields : Peters
- Arnold Lucy : Piers
- Ivan F. Simpson : Morson
- Irving Mitchell : Foster